# Ugo Crescenzi
Ugo Crescenzi (San Benedetto del Tronto, 25 aprile 1930 – Pescara, 9 gennaio 2017) è stato un politico italiano.
Esponente della Democrazia Cristiana, fu il primo presidente dell'Abruzzo eletto nel 1970, guidando l'amministrazione regionale per due mandati fino al 1974. Dal 1987 al 1992 sedette alla Camera dei deputati per la X legislatura.